# Svein Arne Hansen
Pour les articles homonymes, voir Hansen.
Svein Arne Hansen (né le 6 mai 1946 à Bygdøy et mort le 20 juin 2020 à Oslo) est un dirigeant sportif norvégien.
Sa profession est d'être commerçant philatélique. Il a été le directeur du meeting Bislett Games, puis est devenu vice-président et président de la Fédération norvégienne d'athlétisme en 2003. À Bled le 11 avril 2015, il est élu président de l'Association européenne d'athlétisme par 26 voix contre 19 à Jean Gracia. En raison de son âge, il n'effectuera qu'un mandat et ne pourra pas se représenter.
Le 17 mars 2020, il est victime d'un AVC. En convalescence, il meurt finalement le 20 juin 2020,.